# 抱分
抱分（だきわかれ）は、柔道の投技で横捨身技の一つ。講道館や国際柔道連盟 (IJF) での正式名。IJF略号DWK。

## 概要
その名の通り、相手に背後から抱き付いて、分かれる様に側方に捻りながら捨て投げる技。
投げ方は以下のようなものがある。
- 相手の技への返し技(変化技)として使う場合。

右対右の場合、相手（受）が、背負投や内股、払腰などの背後を見せる技を仕掛けてきた時、右側に（投げられる方向に）体をずらしながら相手の投げをかわし、後から抱き付いて、左側に体を捻りつつ（逆半身を回転させ）、倒れ込み（体を捨てて）、その勢いで側方に投げる。
- うつ伏せになって逃げようとする相手を畳から引っ剥がす様に投げる場合。

投げる方向に体をずらしながら相手に抱き着き、投げる方向側の足を支点にして、横にひっくり返す様に自分諸共、相手を転がして投げる。
この投げた時に、一度、抱き着いてから自分と相手の体が左右に分かれる（解かれる、別れる）事から、「抱分」と名前が付いた。
かつては、寝技の攻防の中で受が四つん這いになる姿勢などから仕掛けても、投技としてスコアが認められた。一時、寝勝負からは投技としてのスコアを認めないルールになって、試合の中で見ることは少なくなった。しかし国際ルールでは2018年までに取が足裏しか床についてなければ受がうつ伏せでも両腕両膝が3点以下しか床についてなく、なおかつ、腹も床についてなければ取の投げにはスコアがつくようになった。

## 類似の技
抱分と類似の技として裏投・横車がある。
裏投は受の背後を取る点は似ているが抱え上げて真後ろに反って投げるので体を捨てる方向と反りを使う点で異なる。
横車は体の捨て方や捻りながら投げるメカニズムはよく似ているが、前や側方から受の後帯をつかむので、その点が異なる。